# Anchiornis
Az Anchiornis a kis termetű, tollas paraves dinoszauruszok egyik neme. Az Anchiornis típusfaja, az Anchiornis huxleyi Thomas Henry Huxley, az evolúció egyik korai támogatója, valamint a dinoszauruszok és a madarak közötti kapcsolat felismerője tiszteletére kapta a nevét. Az Anchiornis név jelentése 'madárközeli', és a leírást készítő szerzők szerint ez a nem fontos láncszem a repülő madarak és a madarak közé nem tartozó theropodák között.
Az Anchiornis fosszíliáit Kínában a Liaoning tartománybeli Tiaojishan-formációban fedezték fel, melynek kora nagyjából a középső–késő jura korra (a callovi vagy oxfordi korszakokra), mintegy 160–155 millió évvel ezelőttre tehető.

## Anatómia

Az Anchiornis és az ember méretének összehasonlítása

Az Anchiornis egy kicsi, korai paraves dinoszaurusz háromszögletű, a troodontidákéra több részletében is emlékeztető koponyával. A troodontidákhoz hasonlóan az Anchiornis a jó futókra jellemző nagyon hosszú lábakkal rendelkezett (bár a lábtollak azt jelzik, hogy ez feltehetően csökevényes jelleg volt, mivel a futó állatok lábain a tollak vagy szőrszálak nem növekednek, hanem kisebbednek). Az Anchiornis mellső lába hosszú volt, ami a (rövid karúnak számító) troodontidáknál szokatlan, inkább a dromaeosauridákra és az avialae-kra jellemző, kihangsúlyozza az állat rokonai között elfoglalt bazális (kezdetleges) helyzetét.
Az első fosszíliát Yaolugou (Jaolukou) területén találták meg, Jianchang (Csiencsang) megyében, a kínai Liaoning tartomány nyugati részén; a második pedig Daxishan (Tahszisan) térségében, ugyanazon a területen került elő. Ezek a lerakódások bizonytalan korú tavi üledékek. A radiológiai mérések azt jelzik, hogy a késő jura kor elején, 161–151 millió évvel ezelőtt keletkeztek.

### Tollak
Bár az Anchiornis első példánya csak halvány test körüli tollenyomatokkal együtt őrződött meg, a jó állapotú második példánnyal együtt majdnem a teljes tolltakaró lenyomata megmaradt, lehetővé téve a kutatók számára a tollak szerkezetének és kiterjedésének meghatározását.
Más korai paravesekhez, például a Microraptorhoz hasonlóan az Anchiornis nagy szárnyakkal rendelkezett, karjaihoz és kezeihez (a modern madarakéhoz hasonlóan) repülőtollak kapcsolódtak, ahogyan a lábaihoz is, egy hátsó szárnyat képezve. Az Anchiornis elülső szárnyához 11 elsődleges és 10 másodlagos toll tartozott. A Microraptortól eltérően az Anchiornis elsődleges tollai körülbelül ugyanolyan hosszúak voltak, mint a másodlagosak, görbe, de szimmetrikus központi zászlói kerekebb szárnyakat alkottak, melyek későbbi rokonaiéhoz viszonyítva kisebbek és vékonyabbak, kerekebb hegyűek, gyengébb repülési képességre utalnak. A Microraptornál és az Archaeopteryxnél az elülső szárny leghosszabb tollai a szárny hegye közelében helyezkedtek el, amitől a szárny hosszúnak, keskenynek és hegyesnek tűnt. Az Anchiornisnál azonban a leghosszabb szárnytoll a csukló közelében volt, ami a szárny közepét szélesebbé, a végét pedig hirtelen elkeskenyedőbbé, kerekebbé tette, a repüléshez kevésbé alkalmas profilt kialakítva.
Az Anchiornis hátsó szárnyai a Microraptorénál rövidebbek voltak, a sípcsonti részükhöz 12–13, a lábfejük felső részéhez (a metatarsushoz) pedig 10–11 repülőtoll tartozott. A Microraptortól való további eltérésként a hátsó szárny tollai a törzs közelében voltak a leghosszabbak, a lábfej tollai pedig rövidek voltak és a lábközépcsontokra majdnem merőlegesen álltak.
A többi ismert mezozoikumi dinoszaurusztól eltérően az Anchiornis lábait (a karmokat leszámítva) teljesen tollak borították (melyek sokkal rövidebbek voltak a hátsó szárnyat alkotóknál).
A test további részét a Sinornithosaurusra is jellemzően két egyszerűbb típusú pehelytoll borította. A fej nagy részét és a nyakat, továbbá a törzset, a felső lábszárakat és a farok első felét hosszú pehelytollak fedték. A farok további részén merev faroktollak helyezkedtek el.

### Színezet

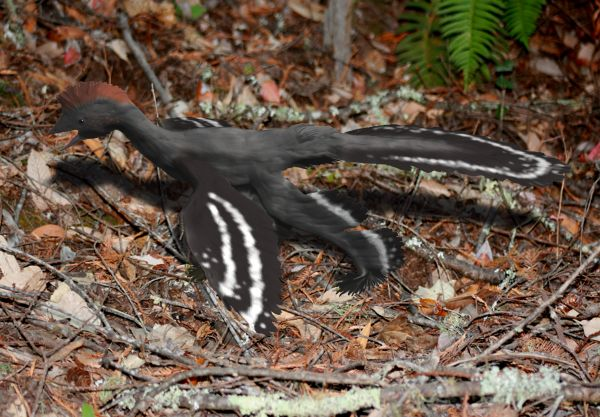
Az Anchiornis művészi rekonstrukciója, amely bemutatja a tollak elrendezését és azok színét az élő állaton

2010-ben egy kutatócsapat több pontot is megvizsgált egy rendkívül jó állapotban megőrződött Anchiornis példány tollai között, a tollak színét adó pigment sejtek, a melanoszómák elterjedését tanulmányozva. A melanoszómák típusait meghatározva és a modern madarakéval összevetve a tudósoknak sikerült leképezniük az Anchiornis eredeti színezetét és mintázatát. Bár ezt a technikát más dinoszauruszok különálló tollaival és részleteivel (például a Sinosauropteryx farktollaival) kapcsolatban is felhasználták és leírták, az Anchiornis lett az első dinoszaurusz, melynek majdnem teljes színezete ismertté vált (megjegyzendő, hogy a példány farka nem őrződött meg).
Az Anchiornis testén levő tollak nagy része szürke és fekete volt. A fejtetőn levő tollak főként rozsdabarnák, az alul és elöl levők pedig szürkék voltak, míg az arcon levő, főként fekete végű tollak között rozsdaszínűek helyezkedtek el. Az elülső és a hátsó szárnytollakat fehér alapon fekete pettyek díszítették. A szürke fedőtollak (a hosszú szárnytollak tövét borító kisebb tollak) a főként fehér főtollakkal szemben kontrasztot képeztek. A szárny nagyobb fedőtollai szintén fehérek voltak, mintázatként szürke vagy fekete pettyekkel ellátva, melyek sorokat alkottak a szárny közepe mentén. E mintázat a szárny külső részén (az elsődleges fedőtollaknál) fekete sávként vagy pontsorként, a szárny belső részén, a másodlagos fedőtollaknál pedig rendezetlen pontokként jelent meg. A lábszárakat a hosszú hátsó szárnytollak mellett szürke tollak borították, a lábfejeken és a lábujjakon levő tollak pedig feketék voltak.

## Ősbiológia
Az Anchiornis egyedi, aránylag hosszú mellső lábakkal rendelkezett, melyek hossza elérte a hátsó lábak 80%-át. Ez a korai madarakra, például az Archaeopteryxre emlékeztet, és a szerzők rámutattak, hogy a hosszú mellső lábak a repüléshez szükségesek. Az Anchiornisnak emellett a többi madarak közé nem tartozó theropodánál madárszerűbb csuklói is voltak. A szerzők kezdetben úgy vélték, hogy az Anchiornis képes lehetett az evezőszárnyú repülésre vagy a siklórepülésre. Azonban a későbbi leletek megmutatták, hogy bár az Anchiornis szárnyai fejlettek voltak, túl rövidek voltak az olyan nemekéhez képest, mint a Microraptor, emellett pedig rövid elsődleges tollaik hegye lekerekített és szimmetrikus volt, a Microraptor hegyes, aerodinamikusan arányos tollaitól eltérően.
Az Anchiornis hátsó lábainak aránya jobban hasonlít a kezdetlegesebb theropodákéra, mint az avialae-kéra; a hosszabb lábak gyors, futó életmódú állatra utalnak. Noha a hosszú lábak rendszerint gyors futást jeleznek, a lábakat, a lábfejet és a lábujjakat az Anchiornis esetében tollak borították, részben azokhoz hasonlók, amelyek a Microraptor hátsó szárnyait alkották, ami valószínűtlenné teszi, hogy az Anchiornis képes volt a talajon való gyors futásra.
Sok modern madárhoz hasonlóan az Anchiornis is összetett színes mintázattal rendelkezett, melynek részeként a testen és a szárnyakon különféle színű pettyek helyezkedtek el. A modern madaraknál az ilyen színes mintázat a fajtársakkal való kommunikációra (a terület megvédésére vagy a párzás közbeni pózolásra), illetve a rivális vagy ragadozó fajok fenyegetésére, elriasztására szolgál.

## Felfedezés
A típuspéldányról (a Gerinces Őslénytani és Ősantropológiai Intézet IVPP V14378 katalógusszámú példányáról) a kínai őslénykutató Xu Xing (Hszü Hszing) és kollégái készítettek leírást, amely a Chinese Science Bulletin című folyóiratban jelent meg, 2009-ben. Xu és szerzőtársai a cikkben az Anchiornist az Avialae csoporthoz kapcsolták. A példány egy összefüggő csontvázból állt, melynek hiányzott a koponyája, a farka egy része és a jobb mellső lába. A szerzők a teljes példány hosszát 34 centiméterre, a tömegét pedig 110 grammra becsülték, miáltal ez vált a legkisebb nem madarak közé tartozó dinoszaurusszá. (Lásd még A legrövidebb nem madár theropodák és A legkönnyebb nem madár theropodák).
A második példányról a Nature című folyóirat számolt be 2009. szeptember 24-én. Az LPM - B00 169 katalógusszámú példányt a Liaoningi Őslénytani Múzeumban (Liaoning Paleontological Museum) helyezték el. Ez a fosszília az előzőnél nagyobb és jóval teljesebb, emellett pedig a kezein, a karjain, a lábszárain és a lábfejein a Microraptor tollaiétól eltérő, hosszú tollak lenyomataival együtt őrződött meg. Az állat emellett egy tollas fejdísszel is rendelkezett. A második példány nagyobb tolltakarója miatt az Anchiornist Hu Dongyu (Hu Tung-jü) és kollégái átsorolták a Troodontidae családba. A 2010-ben bejelentett harmadik példány egy majdnem teljes csontváz, melynek farka és koponyájának egy része hiányzik, szintén kiterjedt tollenyomatokkal rendelkezik. Ezt a fosszíliát használták fel arra, hogy meghatározzák az állat eredeti színezetét. A Pekingi Természetrajzi Múzeum gyűjteményében található, a katalógusszáma BMNHC PH828.

## Fordítás
- Ez a szócikk részben vagy egészben az Anchiornis című angol Wikipédia-szócikk ezen változatának fordításán alapul.  Az eredeti cikk szerkesztőit annak laptörténete sorolja fel. Ez a jelzés csupán a megfogalmazás eredetét és a szerzői jogokat jelzi, nem szolgál a cikkben szereplő információk forrásmegjelöléseként.

### Magyar nyelven
- Négyszárnyú, madárszerű dinoszaurusz maradványaira bukkantak Kínában. origo.hu, 2009. szeptember 29. (Hozzáférés: 2010. szeptember 6.)

### Angol nyelven
- 'Anchiornis huxleyi (Julius T. Csotonyi). [2011. február 16-i dátummal az eredetiből archiválva]. (Hozzáférés: 2010. szeptember 6.)
- True-Color Dinosaur Pictures: First Full-Body Rendering. National Geographic. (Hozzáférés: 2010. szeptember 6.)